# (9952) 1991 AK
(9952) 1991 AK là một tiểu hành tinh vành đai chính. Nó bay quanh Mặt Trời theo chu kỳ 4.33 năm.
Được phát hiện ngày 9 tháng 1 năm 1991 bởi M. Arai và Hiroshi Mori, Tên chỉ định của nó là "1991 AK".